# Murovanokurylivecký rajón
Murovanokurylivecký rajón (ukrajinsky Мурованокуриловецький район) byl rajón ve Vinnycké oblasti na Ukrajině. Hlavním městem byly Murovani Kurylivci a rajón měl přibližně 25 tisíc obyvatel. 

## Sídla v rajónu
- Murovani Kurylivci